# 심완구
심완구(沈完求, 1938년 7월 1일~2020년 6월 8일)는 대한민국의 정치인이다. 제12·13대 국회의원, 제22대 울산시장(1995~1997, 재임 중 1997년 7월 15일 울산광역시로 승격), 제1·2대 울산광역시장(1997~2002)을 지냈다.

## 학력
- 1951년 대현국민학교 졸업
- 1954년 울산제일중학교 졸업
- 1957년 부산고등학교 졸업
- 1961년 성균관대학교 경제학 학사
- 1974년 고려대학교 경영대학원 MBA
- 1993년 연세대학교 경영대학원 MBA

### 비학위 수료
- 1994년 서울대학교 행정대학원 고위정책결정과정 수료
- 1995년 고려대학교 언론대학원 고위언론과정 수료

### 명예 박사 학위
- 1999년 울산대학교 명예경영학 박사

## 경력
- 신민당 총재비서관
- 민주한국당 창당발기인
- 민주한국당 중앙상임위원회 부의장
- 통일민주당 사무차장
- 통일민주당 원내부총무
- 민주자유당 원내부총무
- 한국전력 상임고문
- 제12·13대 국회의원
- 제22대 경상남도 울산시장
- 제1·2대 울산광역시장
- 한나라당 당무위원
- 새정치국민회의 울산광역시지부 지부장(울산광역시당 위원장)
- 대한민국헌정회 이사

## 역대 선거 결과
|  | 18.44% |

|  | 27.41% |

|  | 45.21% |

|  | 32.98% |

|  | 30.43% |

|  | 42.74% |

## 소속 정당
| 소속 정당 | 소속 정당      | 소속 기간 | 비고           |
| --------- | -------------- | --------- | -------------- |
|           | 신민당         | 1972~1980 | 정계 입문      |
|           | 무소속         | 1980~1981 | 정당 해산      |
|           | 민주한국당     | 1981~1985 | 창당           |
|           | 무소속         | 1985      | 탈당           |
|           | 신한민주당     | 1985~1987 | 창당           |
|           | 무소속         | 1987      | 탈당           |
|           | 통일민주당     | 1987~1990 | 창당           |
|           | 민주자유당     | 1990~1995 | 합당           |
|           | 신한국당       | 1995~1997 | 당명 변경      |
|           | 한나라당       | 1997~1998 | 합당           |
|           | 무소속         | 1998      | 탈당           |
|           | 새정치국민회의 | 1998~2000 | 입당           |
|           | 새천년민주당   | 2000~2002 | 합당           |
|           | 무소속         | 2002~2007 | 탈당 정계 은퇴 |
|           | 한나라당       | 2007~2008 | 복당           |
|           | 무소속         | 2008~2012 | 탈당           |
|           | 민주통합당     | 2012~2013 | 입당           |
|           | 민주당         | 2013~2014 | 당명 변경      |
|           | 새정치민주연합 | 2014~2015 | 합당           |
|           | 더불어민주당   | 2015~2018 | 당명 변경      |
|           | 무소속         | 2018~2020 | 탈당 사망      |

## 울산광역시 최초의 시민장
- 2020년 6월 11일 시민장(4일장)에 해당하는 시민 영결식이 울산에서 최초로 열렸다.[2][3][4][5]

- 울산광역시 북구 선영에 심완구 전 울산광역시장의 묘소가 자리잡고 있다.[6][7]

## 같이 보기
- 울산시·울주군 (1978년 선거구)
- 울산시의 국회의원
- 울주군의 국회의원
- 울산시 남구
- 울산 남구의 국회의원
- 울산광역시장